# 29-та вулиця
«29-та вулиця» (англ. 29th Street) — американська мелодрама з елементами комедії 1991 року режисера Джорджа Галло з Ентоні Лапалья, Денні Аєлло і Лейні Казан у головних ролях. Фільм був адаптований за оповіданням Френка Пеше та Джеймса Францискуса.

## Короткий сюжет
Розвиток подій у фільмі ведеться від першої особи — Френка Пеше-молодшого, який народився у сім'ї італоамериканців Нью-Йорку і був справжнім везунчиком від самого народження. Йому щастило в пограбуваннях, в азартних іграх, у стосунках з дівчатами і вуличних розбірках. Але справжнє випробування для нього настає, коли він стає власником лотерейного квитка, на який може припасти виграш у 6 000 000 $.

## Ролі виконували
- Ентоні Лапалья — Френк Пеше-молодший
- Денні Аєлло — Френк Пеше
- Лейні Казан — місіс Пеше
- Френк Пеше — Віто Пеше
- Донна Маньяні — Меделін Пеше
- Роберт Форстер — сержант поліції
- Рік Аєлло — Джиммі Вітелло